# Ruđevica
Ruđevica (lat. Oxyria) je rod zeljastih biljaka iz porodice dvornikovki raširen po velikim dijelovima Euroazije i Sjeverne Amerike. Postoje tri priznate vrste, od kojih samo planinska ruđevica raste u Hrvatskoj.
Ime roda dolazi od grčke riječi oxys (oštar), prema prema oksalnoj kiselini koja joj daje kiselkast okus.

## Vrste
1. Oxyria caucasica Chrtek & Šourková
2. Oxyria digyna (L.) Hill
3. Oxyria sinensis Hemsl.